# Handball (Zeitschrift)

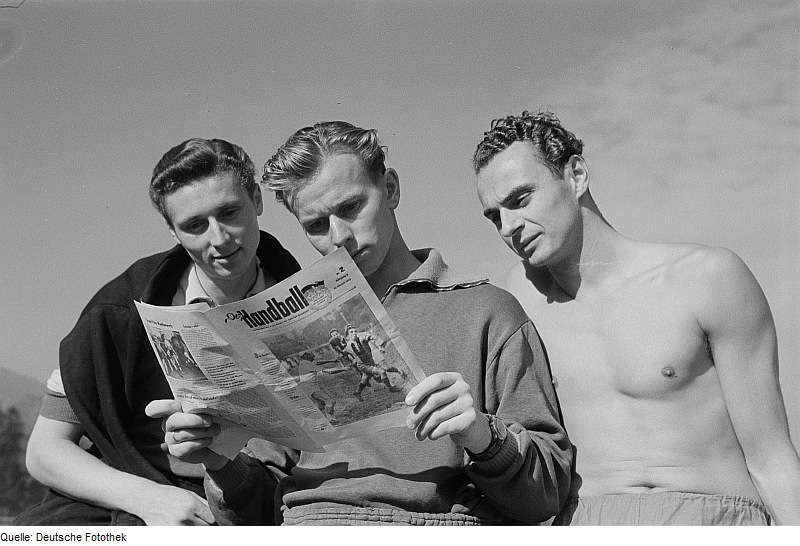
Handballer Hans Haberhauffe und Paul Tiedemann bei der Lektüre der Zeitung "Der Handball" (Oktober 1953)

Handball war die Fachzeitschrift der Sportart Handball in der DDR und wurde anfangs als „Fachorgan des Präsidiums der Sektion Handball der DDR“ herausgegeben. Mit der Gründung des Deutschen Handballverbandes übernahm dieser die Herausgeberschaft.
Die Publikation erschien erstmals 1953 im Sportverlag Berlin und ging ursprünglich aus der Zeitschrift Leichtathletik – Handball des gleichen Verlages hervor. Bis 1961 erschien der Handball wöchentlich mit der Aufmachung einer Sportzeitung, ab 1962 jedoch als monatliches Mitteilungsorgan des DHV im Umfang von 8 bis 24 (zumeist aber 12 oder 16) Seiten. Seitdem wies der Handball so gut wie keine journalistischen Elemente im Sinne einer berichtenden Zeitschrift auf, sondern hatte den Charakter eines reinen Mitteilungsorgans des Verbandes, in dem hauptsächlich über Planungen und administrative Vorgänge im Verband informiert wurde. Spiel- oder Hintergrundberichte finden sich nur vereinzelt, v. a. zu internationalen Turnieren. Die Information zum Geschehen in den nationalen Ligen beschränkt sich auf die Übermittlung von monatlichen Tabellenständen und jährliche Ergebnisübersichten der Oberliga. Das Erscheinen wurde 1990 mit dem Heft 9 eingestellt und die Zeitschrift ging im Handball-Magazin des Philippka-Sportverlages auf, der auf dem vormaligen Verbandsgebiet des DHV bis Ende 1992 in jeder Ausgabe ein Sonderteil mit dem Titel "Regional Ost" beigeheftet war.